# Abbasso l'amore

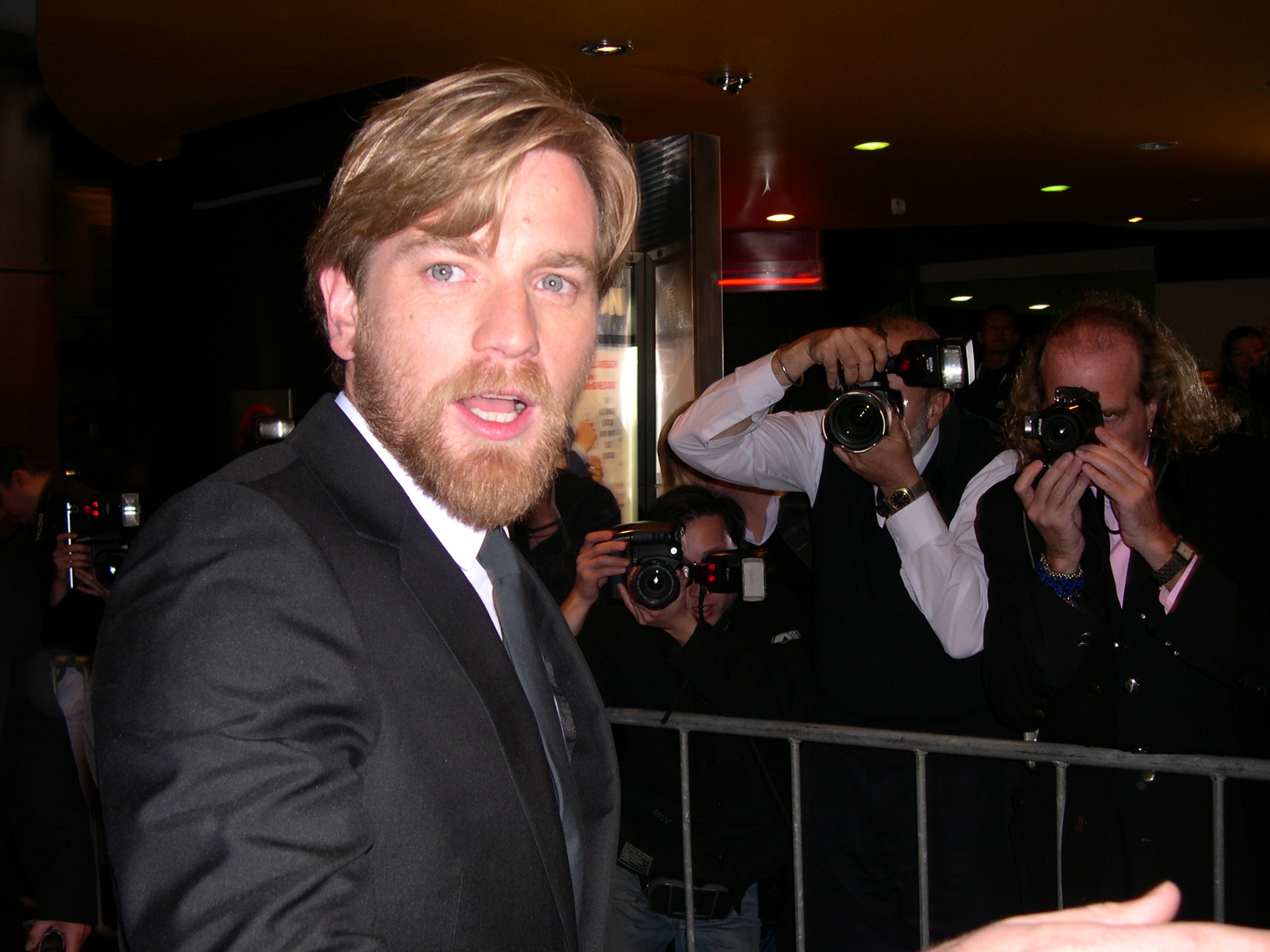
Ewan McGregor, uno dei protagonisti, alla premiére del film nel 2003

Abbasso l'amore (Down with Love) è una commedia del 2003 diretta da Peyton Reed, che fa il verso alle commedie sbarazzine degli anni sessanta con Sandra Dee. Il personaggio di Catcher Block ricorda il personaggio di Tony Curtis nel film Boeing Boeing, un giornalista che intratteneva relazioni con tre hostess di tre diverse nazionalità: spagnola, tedesca e francese. Alcune scene, come quella dell'appartamento in cui Catcher/Zip finge di essere finito per caso, sono ispirate al film Amore, ritorna! con Doris Day e Rock Hudson.

## Trama
Nella New York del 1962, Barbara Novak è una scrittrice femminista con l'avversione nei confronti dell'amore. Il suo accanimento verso il sentimento più nobile la porterà a scrivere un romanzo, intitolato per l'appunto "Abbasso l'amore", che diventerà un best seller divenendo una guida per molte donne. La sua "battaglia" contro l'amore continuerà fino al suo incontro con l'affascinante giornalista Catcher Block, intento a farle cambiare idea sull'amore.

## Curiosità
In questo film Tony Randall fa la sua ultima apparizione sul grande schermo.
Molti particolari e situazioni descritte ricordano il film "Il letto racconta" del 1959 con Doris Day e Rock Hudson.

## Colonna sonora
Il titolo originale del film, Down with Love, fa riferimento all'omonimo e celebre brano portato al successo da Judy Garland. La colonna sonora curata da Marc Shaiman vanta anche un duetto tra Renée Zellweger e Ewan McGregor, che si erano già fatti notare come cantanti, la prima in Chicago del 2002, il secondo in Moulin Rouge! del 2001.

### Tracce
1. Kissing A Fool – Michael Bublé
2. For Once In My Life – Michael Bublé
3. Down With Love – Michael Bublé e Holly Palmer
4. Barbara Arrives – Marc Shaiman
5. Fly Me To The Moon (In Other Words) (Count Basie e la sua Orchestra) – Frank Sinatra
6. One Mint Julep – Xavier Cugat e la sua Orchestra
7. Girls Night Out – Marc Shaiman
8. Everyday Is A Holiday With You – Esthero
9. Barbara Meets Zip – Marc Shaiman
10. Fly Me To The Moon (In Other Words) – Astrud Gilberto
11. Love in Three Acts – Marc Shaiman
12. Here's To Love – Renée Zellweger e Ewan McGregor

## Edizione italiana
L'edizione italiana del film è stata a cura della Pumais Due, mentre la sonorizzazione è avvenuta presso la Fono Roma. I dialoghi italiani e la  direzione del doppiaggio sono stati effettuati da Fiamma Izzo

## Riconoscimenti
- 2003 - Phoenix Film Critics Society Awards
  - Migliori costumi a Daniel Orlandi
  - Nomination Film più sottovalutato dell'anno
  - Nomination Miglior scenografia a Andrew Laws
  - Nomination Miglior canzone originale (Here's to Love)
- 2004 - International Cinephile Society Awards
  - Miglior scenografia a Andrew Laws
  - Nomination Miglior sceneggiatura originale a Eve Ahlert e Dennis Drake
- 2004 - Online Film & Television Association
  - Miglior sequenza dei titoli
  - Nomination Miglior scenografia a Andrew Laws, Martin Whist e Don Diers
  - Nomination Migliori ocstumi a Daniel Orlandi
- 2004 - Online Film Critics Society Awards
  - Nomination Miglior scenografia
  - Nomination Migliori costumi

## Slogan promozionali
- «The ultimate catch has met his match.»
«L'ultimo dei playboy ha trovato la sua preda.»